# Krananda diversa
Krananda diversa là một loài bướm đêm trong họ Geometridae.